# Orobanche clausonis
Orobanche clausonis är en snyltrotsväxtart. Orobanche clausonis ingår i släktet snyltrötter, och familjen snyltrotsväxter.

## Underarter
Arten delas in i följande underarter:
- O. c. clausonis
- O. c. hesperina